# Patawomeck
Pour les articles homonymes, voir Potomac (homonymie).

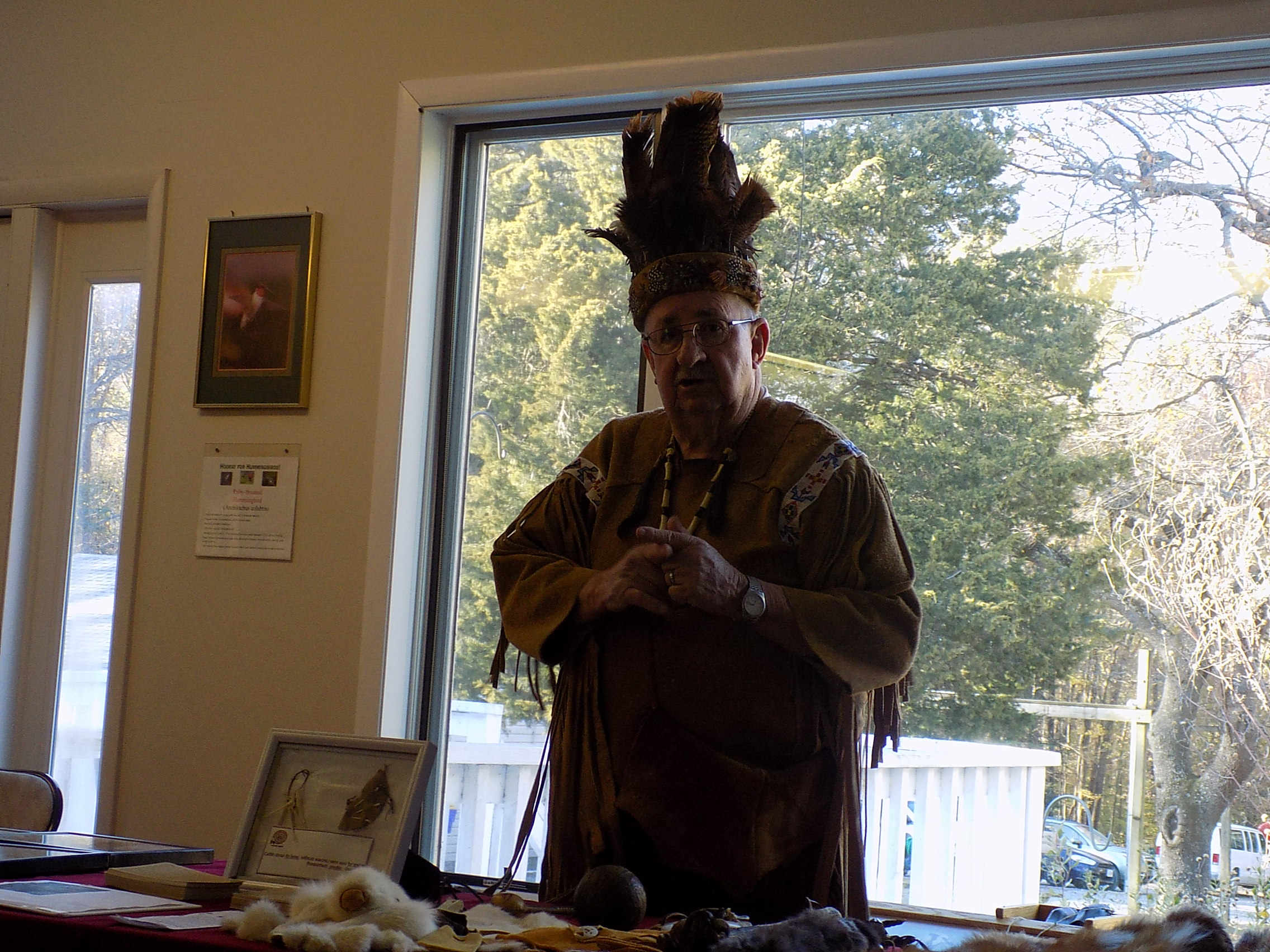
CA People of Caledon - Indigenous Culture
The last installment of the People of Caledon Series for the year was all about Indigenous Culture since November is Native American Heritage Month

Les Patawomecks sont une tribu d'Amérindiens vivant dans le comté de Stafford en Virginie, le long de la rivière Potomac (Patawomeck est une autre écriture de Potomac). C'est l'une des neuf tribus de Virginie mais elle n'est pas reconnue comme telle ni par le gouvernement fédéral, ni par la Virginie (la seule des neuf dans ce cas pour la Virginie). La tribu compte aujourd'hui environ 500 membres, 80 % d'entre eux vivant dans un rayon d'une quinzaine de kilomètres autour de leur village d'origine. Au XVIIe siècle, la tribu était considérée comme étant un groupe "à la marge" de la confédération Powhatan, quelquefois allié avec eux, quelquefois avec les Anglais contre eux.

## XVIIesiècle
John Smith les visita en 1608 sur leur territoire, entre Aquia Creek et Upper Machodoc Creek; Il indiqua qu'il y avait plusieurs km2 de maïs  poussant le long du Potomac. Le principal village Patawomecks, aussi appelé Patawomeck, était situé au nord de Potomac Creek, dans l'actuel comté de Stafford. Le weroance (chef) de Passpatanzy, un village satellite, était Japazeus (aussi écrit Japazaws ou Iopassus), frère du principal weroance. Les Patawomecks étaient semi-indépendants de la confédération Powhatan du Chef Powhatan au sud, et étaient amicaux avec les colons anglais (en particulier avec le capitaine Samuel Argall), leur fournissant souvent une aide cruciale quand les Powhatans eux la refusaient. Cependant quand les colons firent face à la famine en 1609, Francis West, envoyé acheter du maïs aux Patawomecks, décapita deux d'entre eux et se réfugia ensuite directement en Angleterre en fuyant à bord d'une pinasse. Argall fit la paix avec eux en 1612, durant la Première guerre anglo-powhatan et en avril 1613, il captura Pocahontas, la fille du Chef Powhatan, alors qu'elle séjournait au village Patawomeck.
Les Patawomecks continuèrent d'être amicaux avec les Anglais dans leur conflit avec les Powhatans en 1622 (même après que le capitaine Isaac Madison ai fait prisonnier leur weroance) en 1644. Les colons commencèrent à s'installer sur leur territoire dans les années 1650 et des conflits suivirent. En 1662, le weroance Wahanganoche fut fait prisonnier par le colonel Giles Brent ; la colonie lui ordonna de le libérer. En 1666, les colons entrèrent en guerre contre plusieurs tribus dans le Northern Neck, dont les Patawomecks; Après cela, ils n'apparurent plus dans aucun document, cependant un insigne en argent attribué à Wahanganoche en 1662, trouvé près de Portobago, semble indiquer qu'ils ont fusionné avec les Amérindiens Portobacco, comme le firent plusieurs autres tribus.

## XXesiècle
En 1928, Frank Speck écrivit que la population amérindienne vivant autour de la capitale Patawomeck, assuraient être les descendants restants de l'ancienne nation Patawomeck, même si aucune preuve n'indiquait qu'il ne venait pas d'une autre tribu. Il les nomma les « Potomac ».
Aujourd'hui le chef de Tribu est Robert « Deux aigles » Green, qui conseille des réalisateurs de cinéma et apparaît dans le film Le Nouveau Monde auquel il a largement contribué à la confection des costumes. Green habite Clearview Heights, en Virginie, un district de Fredericksburg et est originaire de White Oak en Virginie. Son fils Jason apparaît aussi dans le film comme un guerrier Powhatan.
La langue de la tribu, une langue algonquine, n'est plus parlé aujourd'hui mais certains membres de la tribu s'intéressent à la faire revivre avec l'aide des documents audio et papier préparés par le linguiste Blair Rudes pour le film Le Nouveau Monde dans un effort pour reconstituer la langue algonquine, telle qu'elle était parlée sur les côtes de Virginie au début du XVIIe siècle.

## Source
- (en) Cet article est partiellement ou en totalité issu de l’article de Wikipédia en anglais intitulé « Patawomeck » (voir la liste des auteurs).